# CASA Arena Horsens

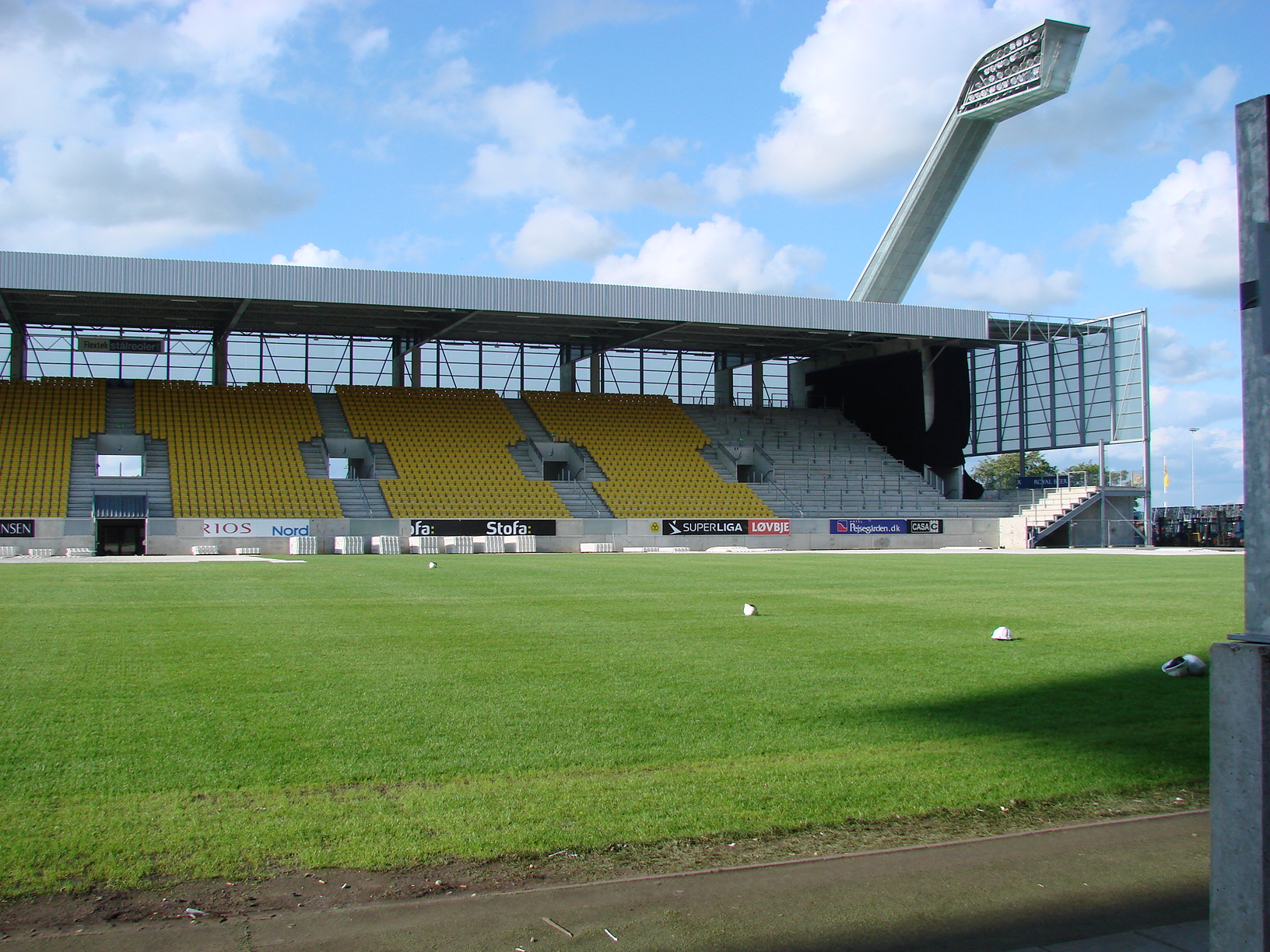
CASA Arena w 2011

CASA Arena Horsens (dawniej Forum Horsens Arena i Horsens Idrætspark) – stadion w duńskim mieście Horsens o pojemności 10 400 widzów (7500 miejsc siedzących). Swoje mecze rozgrywa na nim AC Horsens.

## Historia
Budowa Horsens Idrætspark została ukończona w roku 1927, a inauguracja stadionu odbyła się 16 czerwca 1929 roku. Pierwsza renowacja miała miejsce w latach 1998-2001. Pomieszczenia klubowe otwarto w 1955, a remontowano w 1979 i 1989. Początkowo pojemność stadionu wynosiła około 6000 widzów. W 1962 dobudowano wschodnią trybunę o pojemności 800 widzów. W latach 2006–2008 obiekt przeszedł gruntowną renowację. 1 maja 2008 został przemianowany na CASA Arena Horsens. Inauguracja nowego stadionu miała miejsce 9 sierpnia 2008 (mecz AC Horsens-Brøndby IF).

## Dane techniczne i położenie
Dzięki ruchomej trybunie za jedną z bramek, stadion może pomieścić 30 000 osób podczas koncertów. Obiekt znajduje się 2 km od stacji kolejowej i 5 km od autostrady. Przy stadionie znajduje się przystanek autobusowy, na którym zatrzymują się linie nr 9, 10, 11 i 12.

## Wydarzenia
W 2010 roku na stadionie odbyły się koncerty Depeche Mode, AC/DC i U2, a w 2011 na obiekcie wystąpił Bon Jovi. W 2012 roku planowano zorganizować koncert Paula McCartneya, jednakże został on odwołany. Na stadionie wystąpili także Madonna i The Rolling Stones.
W sierpniu 2014 roku poinformowano, że od roku 2015 przez trzy lata na stadionie będą odbywały się żużlowe Grand Prix Danii. Pierwsze zawody na tym obiekcie odbyły się 8 sierpnia 2015 roku, a ich zwycięzcą okazał się Peter Kildemand.
31 sierpnia 2016 roku na stadionie swój mecz rozegrała reprezentacja Danii, która pokonała 5:0 Liechtenstein.